# Andrea Gibelli
Andrea Angelo Gibelli (Codogno, 7 settembre 1967) è un politico italiano, presidente del Gruppo FNM e di ASSTRA - Associazione Trasporti.

## Biografia
Nel 1995 si laurea in Architettura al Politecnico di Milano.
Fu eletto per la prima volta al Parlamento Italiano come deputato per la XII legislatura della Repubblica Italiana nelle elezioni politiche del 1994 nelle liste della Lega Nord. Ha ricoperto ad inizio legislatura l'incarico di segretario provvisorio dell'Ufficio di Presidenza della Camera dei deputati sotto la presidenza provvisoria di Alfredo Biondi prima dell'elezione del nuovo Presidente della Camera dei Deputati. Dal 25 maggio 1994 all'8 maggio 1996 è membro della VIII Commissione Ambiente, Territorio e Lavori Pubblici della Camera e membro dal 15 dicembre 1994 al 17 gennaio 1995 della XIII Commissione Agricoltura della Camera in sostituzione del collega di partito Domenico Comino, Ministro delle Politiche Comunitarie nel Governo Berlusconi I.
Alle elezioni amministrative del 1996 viene candidato a sindaco di Lodi, sostenuto dalla Lega Nord che corre da sola, dopo che il partito ha rotto con il Polo delle Libertà di Silvio Berlusconi, portando alla caduta del primo governo Berlusconi. Gibelli ottiene un buon risultato pari al 16.1% dei voti con 4.306 voti mentre la Lega con 3.895 suffragi pari al 17.3% riesce a eleggere 5 consiglieri tra cui lo stesso Gibelli tuttavia senza accedere al ballottaggio disputatosi tra il candidato del centrosinistra Aurelio Ferrari (37.6%) e quello di centrodestra Italo Minojetti (26.7%). La frammentazione del centro-destra vedrà la vittoria di Ferrari eletto sindaco con il 58,8% contro il 41.2% di Minojetti sottraendo la città proprio alla Lega che con Alberto Segalini nel 1993 la strappò da sola alla DC. Gibelli resterà consigliere comunale di opposizione per la Lega Nord tutta la consiliatura.
Si ricandida per la Camera alle elezioni politiche del 2001 per la XIV legislatura della Repubblica con la Lega Nord venendo rieletto. Dal 20 giugno 2001 è membro per poi divenire dal 6 febbraio 2002 fino al 12 maggio 2005 capogruppo della Lega Nord alla IX Commissione Trasporti, Poste e Telecomunicazioni della Camera, dall'11 luglio 2001 è membro mentre dal 25 luglio sempre dello stesso anno capogruppo della Lega Nord alla Commissione Parlamentare per le Questioni Regionali fino al 19 gennaio 2004, membro dal 24 febbraio 2003 al 27 aprile 2006 della Giunta per il Regolamento della Camera, membro dal 27 aprile 2004 al 27 aprile 2006 della Commissione Parlamentare d'inchiesta sull'affare Telecom-Serbia subentrando al leghista Cesare Rizzi, membro e capogruppo della Lega dal 12 maggio 2005 al 27 aprile 2006 alla IV Commissione Difesa della Camera subentrando al leghista Federico Bricolo.
Dal 3 aprile 2005 al 17 maggio 2006 è capogruppo della Lega Nord alla Camera dei deputati per l'ultimo anno della XIV legislatura in sostituzione di Alessandro Cè appena eletto consigliere regionale lombardo e nominato Assessore alla Sanità.
Ricandidato nuovamente per un terzo mandato da deputato nella XV legislatura della Repubblica Italiana per la Lega Nord risulta eletto. Dal 16 maggio 2006 al 28 aprile 2008 è membro della Giunta per il Regolamento della Camera, membro e capogruppo della Lega Nord dal 23 maggio 2006 al 7 giugno 2006 della Commissione Speciale per l'esame dei disegni di legge di conversione di decreti legge, membro dal 6 giugno 2006 al 28 aprile 2008 della IX Commissione Trasporti, Poste e Telecomunicazioni della Camera e infine membro dal 2 novembre 2006 al 28 aprile 2008 della Commissione Parlamentare di collaborazione italo-spagnola.
Alle elezioni politiche del 2008 viene rieletto per la quarta volta deputato della XVI legislatura della Repubblica Italiana nella circoscrizione V Lombardia per la Lega Nord. Viene eletto Presidente della X Commissione Attività Produttive, Commercio e Turismo della Camera dal 15 maggio 2008 al 17 maggio 2010 e membro del Comitato per la valutazione delle scelte scientifiche e tecnologiche dal 12 giugno 2008 al 17 maggio 2010.
Il 18 maggio 2010 a causa della sua elezione a consigliere regionale della Lombardia e la nomina a vicepresidente della Regione Lombardia e assessore all'industria presenta le dimissioni da presidente della X Commissione venendo sostituito dalla leghista veneta Manuela Dal Lago e da deputato a cui subentra Marco Maggioni.
A seguito della crisi della giunta Formigoni ne viene costituita un'altra tecnica in attesa delle elezioni. Gibelli mantiene la vicepresidenza della regione e l'assessorato all'industria risultando l'unico leghista.
Il 26 ottobre 2012 tutti i consiglieri regionali, tra cui lo stesso Gibelli, dopo la modifica della legge elettorale regionale che cancella il listino bloccato si dimettono dichiarando sciolto il consiglio per essere rinnovato.
Il 4 giugno 2013, in seguito alle dimissioni del deputato Giovanni Fava, viene proclamato deputato della XVII legislatura della Repubblica Italiana nella circoscrizione Lombardia 3 per la Lega Nord.
Tuttavia, poco dopo la sua proclamazione, invia una lettera al Presidente della Camera, lettera resa nota il giorno successivo, nella quale annuncia le sue dimissioni dopo aver optato per la carica di segretario generale della giunta della Lombardia, dimissioni accolte il giorno seguente con 402 voti favorevoli, 45 contrari e 15 astenuti.

### Carriera
Il 25 maggio 2015 è stato nominato presidente del Gruppo FNM.; dal 30 giugno è anche presidente di FerrovieNord. Nel 2018 è stato confermato alla guida del gruppo fino al 2020.
Il 18 dicembre 2018 viene eletto all'unanimità presidente di ASSTRA - ASSOCIAZIONE TRASPORTI.
Il 14 maggio 2020 viene nominato Presidente di Confservizi nazionale.
Nel novembre 2020 la Corte di Cassazione ha annullato senza rinvio la sentenza di condanna a 10 mesi e 20 giorni emessa contro Gibelli dalla corte d'appello di Milano nell'ambito del processo contro l'ex presidente della Regione Lombardia Roberto Maroni.
A maggio 2022 entra a far parte dell'Advisory Board della Veneranda Fabbrica del Duomo.